# Atalaia e Alto Estanqueiro-Jardia
Atalaia e Alto Estanqueiro-Jardia (oficialmente, União de Freguesias de Atalaia e Alto Estanqueiro-Jardia) é uma freguesia portuguesa do município de Montijo, com 13,65 km² de área e 5379 habitantes (censo de 2021). A sua densidade populacional é 394,1 hab./km².

## História
Foi criada aquando da reorganização administrativa de 2012/2013,  resultando da agregação das antigas freguesias de Atalaia e Alto Estanqueiro - Jardia.

## Demografia
A população registada nos censos foi:
| Ano  | 0-14 Anos | 15-24 Anos | 25-64 Anos | > 65 Anos |
| 2001 | 570       | 528        | 2255       | 681       |
| 2011 | 887       | 472        | 2806       | 920       |
| 2021 | 837       | 583        | 2873       | 1086      |

À data da junção das freguesias, a população registada no censo anterior foi:
| Freguesia atual                                           | Freguesia atual | Freguesia atual | Freguesias antigas        | Freguesias antigas | Freguesias antigas |
| Freguesia                                                 | População       | Área (km²)      | Freguesia                 | População (2011)   | Área (km²)         |
| --------------------------------------------------------- | --------------- | --------------- | ------------------------- | ------------------ | ------------------ |
| União das Freguesias de Atalaia e Alto Estanqueiro-Jardia | 5085            | 13,65           | Atalaia                   | 2239               | 2,65               |
| União das Freguesias de Atalaia e Alto Estanqueiro-Jardia | 5085            | 13,65           | Alto Estanqueiro - Jardia | 2846               | 11,16              |